# Municipio de Grassy Creek (condado de Ashe)
El municipio de Grassy Creek (en inglés: Grassy Creek Township) es un municipio ubicado en el  condado de Ashe en el estado estadounidense de Carolina del Norte. En el año 2010 tenía una población de 455 habitantes.

## Geografía
El municipio de Grassy Creek se encuentra ubicado en las coordenadas 36°33′20.44″N 81°23′39.37″O / 36.5556778, -81.3942694.